# Lars Boberg (riksråd)
Lars Boberg, född på 1200-talet, död mellan 1299 och 1304, var en svensk riddare och riksråd.

## Biografi
Lars Boberg var son till Bengt Sigtryggsson (Boberg). Han nämns första gången 13 juli 1283 som riddare och var 1288 riksråd. Lars Boberg avled mellan 1299–1304.

### Egendom
Lars Boberg ägde jord i Oppunda härad och Åkerbo härad i Södermanland, Örebro härad i Närke, Snevringe härad i Västmanland, Svartlösa härad och Österrekarne härad i Södermanland.

### Familj
Lars Boberg var gift första gången 9 april 1291 med Kristina Anundsdotter, dotter till riddaren och riksrådet Anund Haraldsson (vingad lilja) och Ingeborg Elofsdotter (vingad pil). De fick tillsammans en dotter som var gift med riddaren, riksrådet och lagmannen Algot Jonsson (Hjorthorn, Algot Jonssons ätt) i Värmlands lagsaga, Ramfrid Boberg i Vårfruberga kloster, Bengt Boberg som var gift med Ingrid Magnusdotter (Lejonbalk) och Magnus Boberg.
Han gifte sig andra gången med INgeborg Törnesdotter (hjorthorn). De fick tillsammans Erik Boberg.